# 110-я отдельная механизированная бригада
110-я отдельная механизированная бригада имени генерал-хорунжего Марка Безручко (укр. 110-та окрема механізована бригада імені генерал-хорунжого Марка Безручка) (сокр. 110 ОМБр, в/ч A4007) — тактическое соединение Сухопутных войск Украины.

## История
Бригада сформирована в марте 2022, вскоре после начала вторжения России на Украину. После формирования была отправлена под Авдеевку, где обороняла центральную и северную части города в районе авдеевского коксохимического завода до 16 февраля 2024 года.
5 декабря 2022 года президент Украины Владимир Зеленский наградил орденом «Золотая Звезда» Героя Украины командира бригады Николая Чумака.
23 февраля 2023 года Владимир Зеленский наградил орденом «Золотая Звезда» Героя Украины младшего сержанта бригады Виталия Оноприенко.
После интенсификации боёв в октябре 2023 года в течение 4 месяцев бригада успешно отражала атаки ВС РФ, большая часть из которых приходилась на район коксохимического завода и на район села Степовое, где позиции занимала 47-я омехбр. На южном фланге обороны позиции занимала 53-я омехбр. Во время атак на город российские войска потеряли не менее 13 тыс. убитыми и ранеными, а по технике соотношение потерь составило 13:1 в пользу защитников.
29 декабря Владимир Зеленский посетил позиции бригады, вручил орден «Золотая Звезда» Героя Украины младшему сержанту Игорю Тимощуку и другие награды бойцам бригады.
Однако к концу 2023 года из-за того, что начиная с октября члены республиканской партии США блокировали выделение Украине военной помощи со стороны США, ВСУ в целом, и бригады, обороняющие Авдеевку, в частности начали испытывать недостаток снарядов («снарядный голод»), который с течением времени только усиливался. ВСУ пытались заместить недостаток снарядов при помощи FPV-дронов, однако в условиях туманной погоды использование таких дронов сильно затруднено: у них ухудшаются лётные характеристики (порой до невозможности взлететь вовсе) и качество картинки с камеры. 
Пользуясь погодным преимуществом и недостатком снарядов у ВСУ, 4 февраля 2024 года российские войска провели успешную атаку на позиции бригады, прорвались и закрепились в северной части города. Из-за возникшей неразберихи в попытке удержать и отбить позиции, бригада понесла ощутимые потери. Продвижение российских войск поставило под угрозу единственную линию снабжения украинских войск в городе, что сделало положение защитников близким к критическому.
В ночь с 16 на 17 февраля бригада вместе с остальными частями ВСУ вышла из Авдеевки.
После падения Авдеевки российские военнослужащие захватили позиции 110 ОМБр в Очеретино.

## Вооружение
Бригада вооружена техникой переданной западными странами, в первые дни войны: голландскими бронетранспортёрами YPR-765, БМП-1, чешскими 152-мм гаубицами «Дана» (13 шт.) и РСЗО RM-70.

## Потери
При отступлении из Авдеевки военнослужащие из второй роты первого батальона бригады, находившиеся на опорном пункте «Зенит», попали в окружение. Бывшие в строю военные прорывались малыми группами к позициям ВСУ на север от «Зенита», при этом понеся большие потери. Шестеро тяжелораненных солдат бригады, которые не могли сами передвигаться, остались на позициях и не оказывали сопротивления занявшим их российским солдатам. По информации Human Rights Watch командование бригады приняло решение не эвакуировать шестерых своих солдат. После радиопереговоров между ними и их командиром двое из оставленных, Георгий Павлов и Андрей Дубницкий, отправили серию сообщений о том, что они и еще четверо раненых были брошены, и прокляли своих командиров за то, что они их оставили. На следующих день в пророссийских telegram-каналах появилось видео с убитыми военнослужащими ВСУ в опорном пункте «Зенит», в которых родственники опознали тех шестерых тяжелораненых солдат. По сообщению пресс-службы бригады, ранее российская сторона согласилась эвакуировать, а затем обменять этих шестерых военнослужащих. Всего по данным Human Rights Watch российские военные казнили не менее 15 украинских военнопленных. Генпрокуратура Украины возбудила уголовное дело по факту предполагаемого расстрела безоружных военнопленных.

## Отличившиеся воины
- Николай Чумак (2022)
- Виталий Оноприенко (2023)
- Игорь Тимощук (2023)